# Catadelphus arrogator
Catadelphus arrogator là một loài tò vò trong họ Ichneumonidae.